# Căpitănie (marinărie)
Căpitănie este denumită autoritatea administrativă și polițienească care dirijează activitatea unui port, precum și clădirea în care este instalată aceasta.

## Îndatoriri
- poliție judiciară în cadrul portului,
- poliția navelor și a navigației în apele teritoriale,
- poliția naufragiilor,
- scoaterea epavelor,
- anchetarea accidentelor de navigație și de manevră,
- judecarea litigiilor privind navigația,
- repartizarea danelor pentru acostare,
- controlul navigației în port,
- întocmirea actelor de bord,
- întocmirea brevetelor pentru marinari,
- evidența navelor și a navigatorilor